# Ukraina i olympiska vinterspelen 2018
Ukraina deltog i de olympiska vinterspelen 2018 i Pyeongchang, Sydkorea, med en trupp på 33 idrottare (17 män, 16 kvinnor) fördelade på nio sporter.
Vid invigningsceremonin bars Ukrainas flagga av skidskytten Olena Pidhrusjna.

## Medaljörer
| Medalj | Namn                | Sport     | Gren           | Datum            |
| ------ | ------------------- | --------- | -------------- | ---------------- |
| Guld   | Oleksandr Abramenko | Freestyle | Herrarnas hopp | 18 februari 2018 |